# Super Bass
«Super Bass» — песня Ники Минаж из делюкс-издания её дебютного альбома Pink Friday, которая впервые прозвучала по радио 5 апреля 2011 года. Песня была написана в соавторстве Минаж с Даниэлем Джонсоном и Дин, Эстер. В песне рассказывается об игривом романе между мужчиной и женщиной. Песня исполняется в жанре хип-хоп—R&B с элементами поп-музыки.
Песня стала международным хитом, достигнув третьей строчки в американском и новозеландском чартах. Песня также вошла в «десятку» чартов Великобритании, Канады, Австралии, Бельгии и Шотландии. Песня была тепло принята музыкальными критиками. По состоянию на 2014 год, сингл имеет восемь платиновых сертификаций на территории США и является одним из самых успешных женских рэп-синглов в истории.

## Музыка и текст
Песню написала Минаж, в соавторстве с Эстер Дин и Даниэлем Джонсоном, который также стал продюсером песни, совместно с JMIKE. В интервью для MTV News Минаж объяснила концепцию песни, сказав следующее: «Super Bass - это песня о парне, в которого ты влюбилась, [...] и ты, вроде, хочешь нанести свой макияж, но всё же решаешь играться с ним». Песня записана в жанре электронной и поп-музыки с рэпом, который читает Минаж. У песни оживлённый ритм и используется сильный бас. «Super Bass» написана в тональности соль-диез минор с умеренным темпом в 128 ударов в минуту.

## Критика
Многие критики позитивно оценили песню, включая красочный видеоклип. Брэд Уит из Entertainment Weekly заявил, что песня описывает типаж любимых мужчин Минаж как «те, кто часто ходит в спортзал и имеет много денег», ссылаясь на её строки: «он открывает бутылки, и у него правильное телосложение / Его запах всегда в воздухе, но никогда не пахнет потом». Уэсли Кейс из The Baltimore Sun дал песне положительный отзыв, заявив, что это «явный хит». Он сравнил эту песню с остальными из альбома Pink Friday, заявив, что она гораздо более мощная по сравнению с остальной частью альбома. Позже Кейс добавил: «на Pink Friday не хватает запоминающихся припевов, но «Super Bass» — исключение». Rap-Up назвали мелодию «заразительной». Джессика Синклер из Long Island Press похвалила Минаж за то, что она заняла «центральную роль» в песне и исполнила её сольно, и добавила, что именно благодаря этому Ники добилась успеха. Синклер также описала песню как более лёгкую сторону Минаж, похвалив яркий припев и добавила, что он «действительно прилипает». Рози Грей из BlackBook похвалила эту песню, назвав её «убийственной». Алекс Пиелак из Metro сравнил «Super Bass» Минаж с «Move Your Body» Бейонсе, заявив, что: «Ники выигрывает из-за огромного количества слов, которые ей удалось втиснуть, и поэтому, она показывает свои реальные навыки [рэпа]».

### Рейтинги
| Журнал    | Рейтинг                                            | Позиция      | Источник |
| --------- | -------------------------------------------------- | ------------ | -------- |
| NPR Music | 200 величайших женских песен XXI века              | 38           | [ 11 ]   |
| Billboard | Топ-100 песен, которые определили десятилетие 2010 | Без рейтинга | [ 1 ]    |
| NME       | 100 величайших песен 2010-х                        | 51           | [ 12 ]   |

## Видеоклип

### Предыстория
10 марта 2011 года Минаж рассказала в интервью MTV News, что снимает клип на «Super Bass» с режиссёром Саной Хамри и продюсерами Kimberly S. Stuckwisch, Мишель Ларкин и Keith "KB" Brown. Она объяснила концепцию видео, заявив, что она хотела, чтобы видео было красочным. 26 апреля 2011 года Минаж презентовала клип на BET's 106 & Park.
Первоначально премьера клипа должна была состояться на том же шоу, премьера которого состоялась 27 апреля 2011 года, но была отложена. В Twitter Минаж написала, что отменила премьеру клипа на этом шоу. Вместо этого, премьера клипа состоялась на официальном аккаунте Минаж на Vevo 5 мая 2011 года. После премьеры клип получил преимущественно положительные отзывы.

### Синопсис
Музыкальное видео начинается с Минаж, взятой крупным планом. Она открывает глаза и начинает моргать, когда начинается песня. Когда Минаж читает рэп, мелькают реквизиты кукол Барби и сцены, связанные с текстом песни. Затем, Минаж начинает игриво дразнить мужчин, когда в клип вплетаются кадры с ледяными динамиками и мотоциклом, сделанным из льда. Когда начинается припев, Минаж исполняет хореографию с пятью девушками, в похожих на Минаж образах. Во время второго куплета, Минаж в зелёном парике стоит у бассейна с несколькими мужчинами хорошего телосложения, а затем плещется с мужчиной в бассейне, наполненном розовой водой. Затем, Минаж сидит на мотоцикле, сделанном из льда, в обтягивающем розовом боди, украшенном принтами жирафа, наполовину белокуром и в розовом парике, с золотыми тенями для век и ярко-розовой помадой. Во время бриджа, Минаж начинает повторять свои танцы на мужских коленях, в темноте, со светящимися волосами и макияжем. В конце, она и её танцоры дерутся подушками, которые также светятся в темноте. Из подушек сыпятся перья. Видео заканчивается тем, что, на тот момент, её парень Сафари Сэмюэлс танцует рядом с ней, а Минаж освещается чёрным светом, кусая палец, лёжа на коленях мужчины, где она танцевала.

## Живые исполнения
Минаж исполнила песню на премии Billboard Music Awards и American Music Awards в 2011 году. В том же году Ники исполнила песню на новогоднем шоу Dick Clark's New Year's Rockin' Eve with Ryan Seacrest и на модном шоу Victoria's Secret. Песня была включена в сет-листы всех концертных туров Ники Минаж.
В 2014 году Ники исполнила песню на премии MTV Europe Music Awards и в 2015 на фестивале iHeart Radio.

## Кавер-версии
Песню исполнили многие знаменитости, такие как Тейлор Свифт, Селена Гомез, Эд Ширан и Кендалл Дженнер. Популярность набрал кавер на песню от дуэта София Грейс и Рози, совместно с самой Минаж на шоу Эллен Дедженерес.

## Награды и номинации
| Год  | Церемония                        | Категория                    | Результат | Ref.   |
| ---- | -------------------------------- | ---------------------------- | --------- | ------ |
| 2011 | 4Music Video Honours             | Best Big Beat                | Победа    | [ 26 ] |
| 2011 | 4Music Video Honours             | Best Video                   | Номинация | [ 27 ] |
| 2011 | MP3 Music Awards                 | Music Industry Choice Award  | Победа    | [ 28 ] |
| 2011 | MTV Video Music Awards           | Best Female Video            | Номинация | [ 29 ] |
| 2011 | MTV Video Music Awards           | Best Hip-Hop Video           | Победа    | [ 30 ] |
| 2011 | Teen Choice Awards               | Choice Summer Song           | Номинация | [ 31 ] |
| 2012 | Billboard Music Awards           | Top Rap Song                 | Номинация | [ 32 ] |
| 2012 | Billboard Music Awards           | Top Streaming Song (Audio)   | Номинация | [ 32 ] |
| 2012 | Billboard Music Awards           | Top Streaming Song (Video)   | Победа    | [ 33 ] |
| 2012 | BMI Pop Awards                   | Award-Winning Song           | Победа    | [ 34 ] |
| 2012 | BMI R&B/Hip-Hop Awards           | Song of the Year             | Победа    | [ 35 ] |
| 2012 | BMI R&B/Hip-Hop Awards           | Award-Winning Song           | Победа    | [ 35 ] |
| 2012 | International Dance Music Awards | Best R&B/Urban Dance Track   | Номинация | [ 36 ] |
| 2012 | International Dance Music Awards | Best Rap/Hip Hop Dance Track | Победа    | [ 36 ] |
| 2012 | MTV Platinum Video Plays Awards  | Most-Played Music Video      | Победа    | [ 37 ] |

## Чарты и сертификации
| Chart (2011–12)                            | Peak position |
| ------------------------------------------ | ------------- |
| Австралия (ARIA)                           | 6             |
| Australia Urban (ARIA)                     | 2             |
| Австрия (Ö3 Austria Top 40)                | 42            |
| Бельгия/Фландрия (Ultratip Bubbling Under) | 3             |
| Канада (Billboard Canadian Hot 100)        | 6             |
| Ирландия (IRMA)                            | 17            |
| Япония (Billboard Japan Hot 100)           | 89            |
| Lebanon (The Official Lebanese Top 20)     | 16            |
| Нидерланды (Single Top 100)                | 82            |
| Новая Зеландия (Recorded Music NZ)         | 3             |
| Шотландия (OCC Scotland)                   | 8             |
| South Korea International Singles (Gaon)   | 40            |
| Швеция (Sverigetopplistan)                 | 43            |
| Швейцария (Schweizer Hitparade)            | 58            |
| Великобритания (OCC UK Hip Hop/R&B)        | 3             |
| Великобритания (OCC UK Singles)            | 8             |
| США (Billboard Hot 100)                    | 3             |
| США (Billboard Adult Pop Airplay)          | 33            |
| США (Billboard Dance Club Songs)           | 23            |
| США (Billboard Hot R&B/Hip-Hop Songs)      | 6             |
| США (Billboard Hot Rap Songs)              | 2             |
| США (Billboard Pop Airplay)                | 3             |
| США (Billboard Rhythmic)                   | 1             |

| Chart (2011)                         | Position |
| ------------------------------------ | -------- |
| Australia (ARIA)                     | 17       |
| Canada (Canadian Hot 100)            | 29       |
| New Zealand (RIANZ)                  | 17       |
| UK Singles (Official Charts Company) | 29       |
| US Billboard Hot 100                 | 8        |
| US Hot R&B/Hip-Hop Songs (Billboard) | 42       |
| US Mainstream Top 40 (Billboard)     | 9        |
| US Rhythmic (Billboard)              | 5        |

| Chart (2010–19)      | Position |
| -------------------- | -------- |
| US Billboard Hot 100 | 94       |

### Сертификации
| Регион | Сертификация  | Продажи    |
| --- | ------------- | ---------- |
| Австралия (ARIA) | 6× Платиновый | 420 000^   |
| Дания (IFPI Danmark) | Золотой       | 45 000     |
| Япония (RIAJ) | Золотой       | 100 000*   |
| Новая Зеландия (RMNZ) | Платиновый    | 15 000*    |
| Норвегия (IFPI Norway) | 2× Платиновый | 20 000     |
| Великобритания (BPI) | 2× Платиновый | 1 200 000  |
| США (RIAA) | Бриллиантовый | 10,000,000 |
| * Данные о продажах приведены только на основе сертификации. · ^ Данные о тиражах приведены только на основе сертификации. · Данные о продажах + прослушиваниях приведены только на основе сертификации. |               |            |

## История релиза
| Страна         | Дата               | Формат                 | Лейбл                                   |
| -------------- | ------------------ | ---------------------- | --------------------------------------- |
| США            | 5 апреля 2011 года | Rhythmic contemporary  | Young Money Cash Money Universal Motown |
| Австралия      | 13 мая 2011 года   | Цифровая загрузка      | Cash Money                              |
| Новая Зеландия | 13 мая 2011 года   | Цифровая загрузка      | Cash Money                              |
| Германия       | 16 мая 2011 года   | Цифровая загрузка      | Cash Money                              |
| США            | 17 мая 2011 года   | Contemporary hit radio | Young Money Cash Money Universal Motown |
| США            | 20 июня 2011 года  | Urban contemporary     | Young Money Cash Money                  |